# Thought Contagion
«Thought Contagion» —en español: «Contagio del pensamiento»—  es una canción escrita por la banda de rock alternativo inglesa Muse. Lanzada el 15 de febrero de 2018, constituye el segundo sencillo de su octavo y próximo álbum, siguiendo a "Dig Down", publicada el año anterior. La canción debutó en el número 76 en la UK Singles Chart y en el top de la UK Rock & Metal Singles Chart.

## Composición y letra
Matt Bellamy reveló a la revista Rolling Stone que la canción fue escrita originalmente a finales de 2017, explicando que partió de la línea del bajo y, que empleando un eterófono, creó la melodía principal. Sin embargo, esta no sería la versión final de la misma. Bellamy señala que realizó junto a Chris Wolfstenholme unas diez versiones para crear el efecto de muchedumbre en la línea vocal. En una entrevista con Matt Wilkinson, presentador de Beats 1, Bellamy explicó que la letra de "Thought Contagion" está basada en la teoría de que los pensamientos son contagiosos, los cuales se extienden como si fueran un virus o a la manera de los genes. Idea -que recibe el nombre de meme-  que el cantante encontró en un libro de Richard Dawkins. A su vez, admitió que el contenido de esta canción está influenciado por los canales de noticias americanos, los cuales le hacían preguntarse si las emociones que sentía eran propias o producidas por estos programas. Musicalmente, Bellamy ha descrito "Thought Contagion" como una canción épica e icónica. Como ejemplos del recurso habitual en Muse de combinar géneros musicales, Bellamy asimismo señala el sonido de estadio y el empleo de sintetizadores.

## Video musical
El video musical para "Thought Contagion" ha sido dirigido por Lance Drake, quien también dirigió el anterior trabajo de la banda para "Dig Down". Para esta ocasión se crearon vampiros capaces de manipular los rayos, calles llenas de neón, antiguas máquinas recreativas y una coreografía con reminiscencias a "Thriller". Nina Braca, periodista de Billboard, comparó el video con el de la canción de Michael Jackson, describiéndolo como "una historia de amor zombie inspirada en los 80", mientras que Andy Cush, Spin Magazine, lo llamó "una video endeudado con los 80 sobre vampiros atractivos y un disturbio policial".
Todos los miembros de la banda tienen su breve aparición en el video musical, aun no siendo los protagonistas. El primero es Dominic Howard (batería y percusión) en el rol de investigador policial examinando a un chico que convulsiona en el suelo. A su vez, la imagen de Christopher Wolstenholme (bajo eléctrico, teclados y coros) aparece en los carteles pegados a un muro en el momento en el que la chica revela su verdadera naturaleza. Además, el diseño de dichos carteles contiene el título de la canción, funcionando a modo de carátula del single. En los momentos finales del video aparece Matt Bellamy (compositor, voz, guitarra y teclados) conduciendo un coche. Los rayos que seguidamente envuelven dicho coche recuerdan a clásicos como la película Volver al futuro; viaje en el tiempo que igualmente articula la estética del video.

## Posicionamiento en lista
| Lista (2018)                                | Posiciones |
| ------------------------------------------- | ---------- |
| Bélgica (Flandes) (Ultratip Bubbling Under) | 18         |
| Bélgica (Valonia) (Ultratip Bubbling Under) | 18         |
| Escocia (Scottish Singles Sales Chart)      | 56         |
| Suiza (Schweizer Hitparade)                 | 24         |
| Reino Unido (UK Singles Chart)              | 76         |